# Nässja kyrka
Nässja kyrka är en kyrkobyggnad i Nässja socken och Dals församling, Östergötland. Den ligger nära Vättern 7,5 kilometer väster om Vadstena och tillhör Linköpings stift. Det är troligt att Nässja inordnades som annex till Örberga senast på 1200-talet.

## Kyrkobyggnaden
Kyrkan, vars äldsta delar härstammar från romansk tid, har rektangulärt långhus med smalare absidkor, sakristia på korets nordsida, vapenhus och gaveltorn i väster. Det enskeppiga kyrkorummet täcks av ett plant trätak. Långhus, kor och sakristia är uppförda av kalksten.

## Inventarier
- Dopfunt av sandsten, upphovsmannen oidentifierad, från 1200-talet eller kanske samtida med stenkyrkan; cuppan är prydd av allehanda fabeldjur, (bilder).
- Rökelsekar från medeltiden.
- Altartavla målad 1701 av en hantverkare, i mitten nattvarden och på ömse sidor korsfästelsen och uppståndelsen.
- Predikstol från 1785 av mäster Linman i Nykvarn.
- Nattvardskalk med medeltida fot prydd med vapensköldar inlagda med röd emalj.
- Stor träkista från medeltiden.
- Kalkkläde från 1683 av vitt linne med blomsterbroderier.
- Oblatask och paten från 1700-talets början.
- Vinkanna från 1742.

## Orgel
År 1856 anskaffades ett mekaniskt positiv med bihangspedal om fyra stämmor hos orgelbyggare Nordström, Flisby. Orgelbyggare David Petersson, Landsbro, byggde 1938 till orgelstämmorna Eolin 8’ och Borduna 8’ och samtidigt tillbyggdes också bälgen och orgelhuset fördjupades. Positivet restaureras 1977 av Reinhard Kohlus, varvid de 1938 insatta stämmorna avlägsnades och bälg och orgelhus återställdes till tidigare storlek. Enligt Kohlus är orgeln ursprungligen sannolikt ett trestämmigt positiv av hemorgeltyp, där den spelande själv kunde sköta bälgtrampan. Instrumentet har senare utökats med en orgelstämma och bihangspedal av Nordström. Blindpiporna i fasaden, hela pipverket och troligen också övriga delar verkar härröra från Nordström.

### Disposition
| Manual C-f³      | Pedal C-f° |
| Fleut d’Amour 8’ | bihängd    |
| Principal 4'     |            |
| Flöjt 4’         |            |
| Octava 2'        |            |

### Diskografi
- Pastoral / Beckman, Marie-Louise, orgel. CD. Svenska kyrkan VFCD 002. 2015.

## Bildgalleri

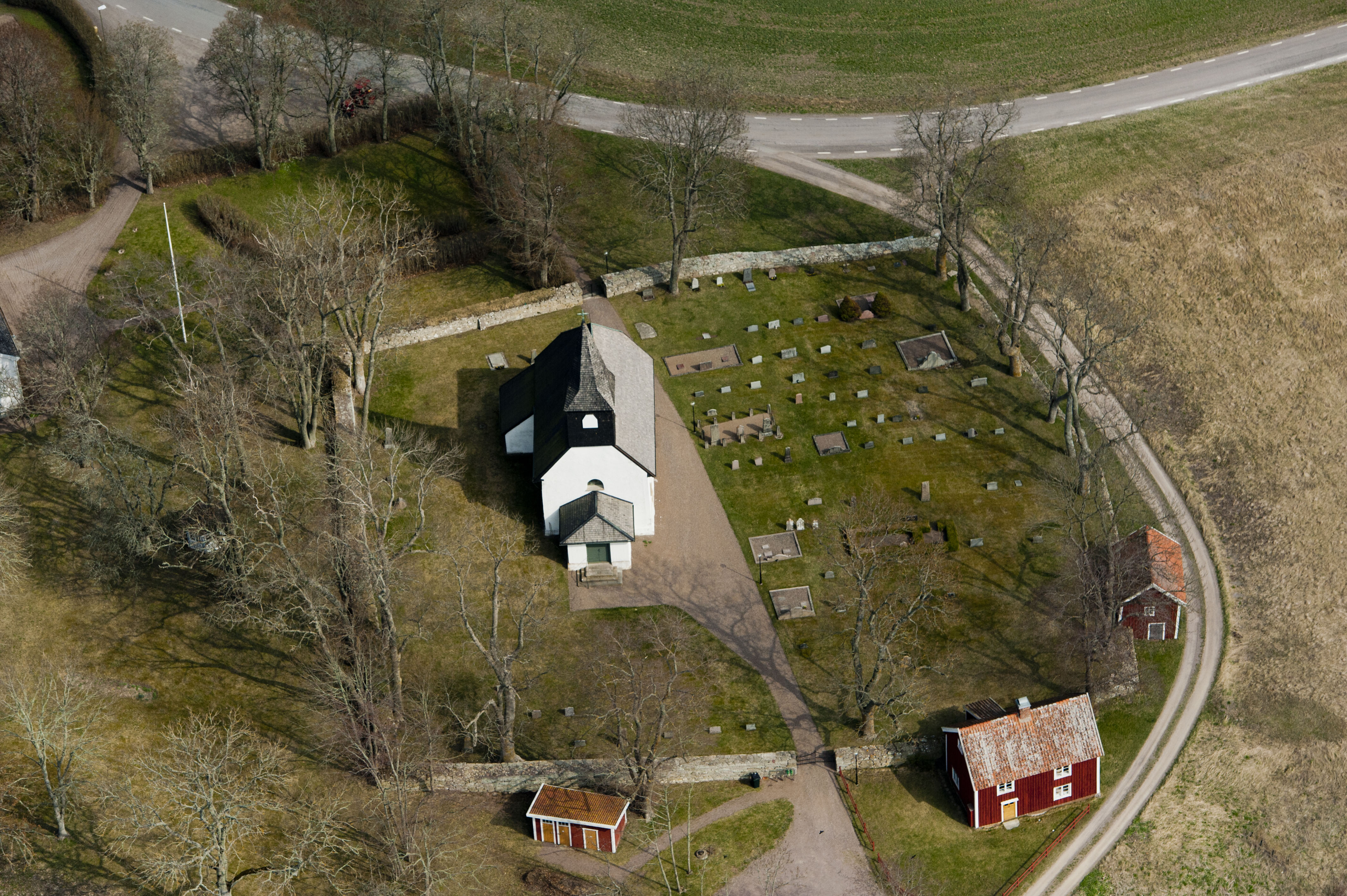
Kyrkobyggnaden från ovan
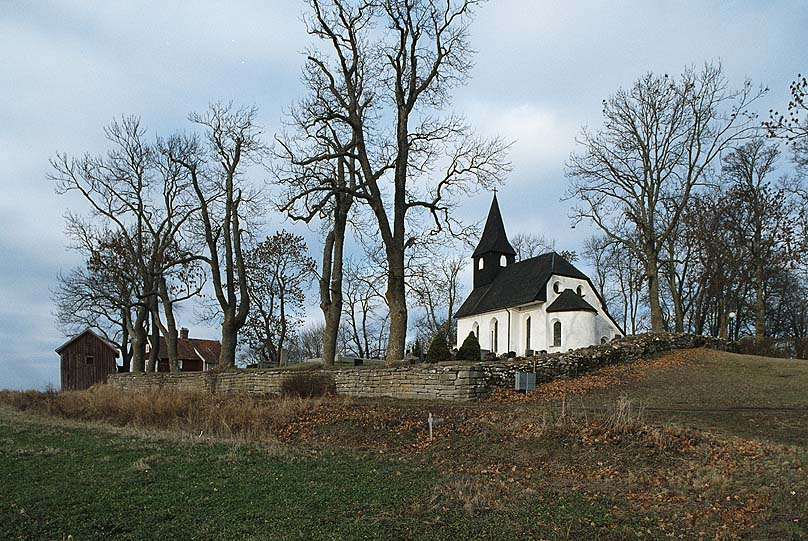
Kyrkan i landskapet
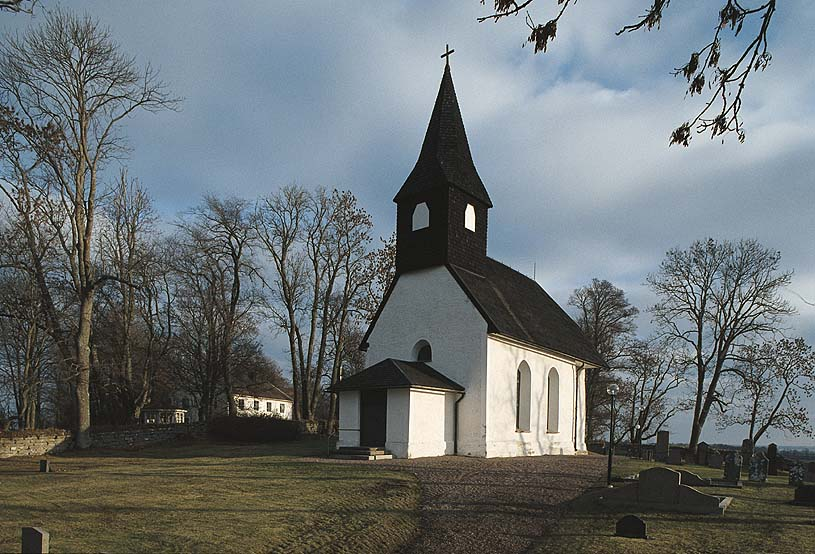
Kyrkan från väster
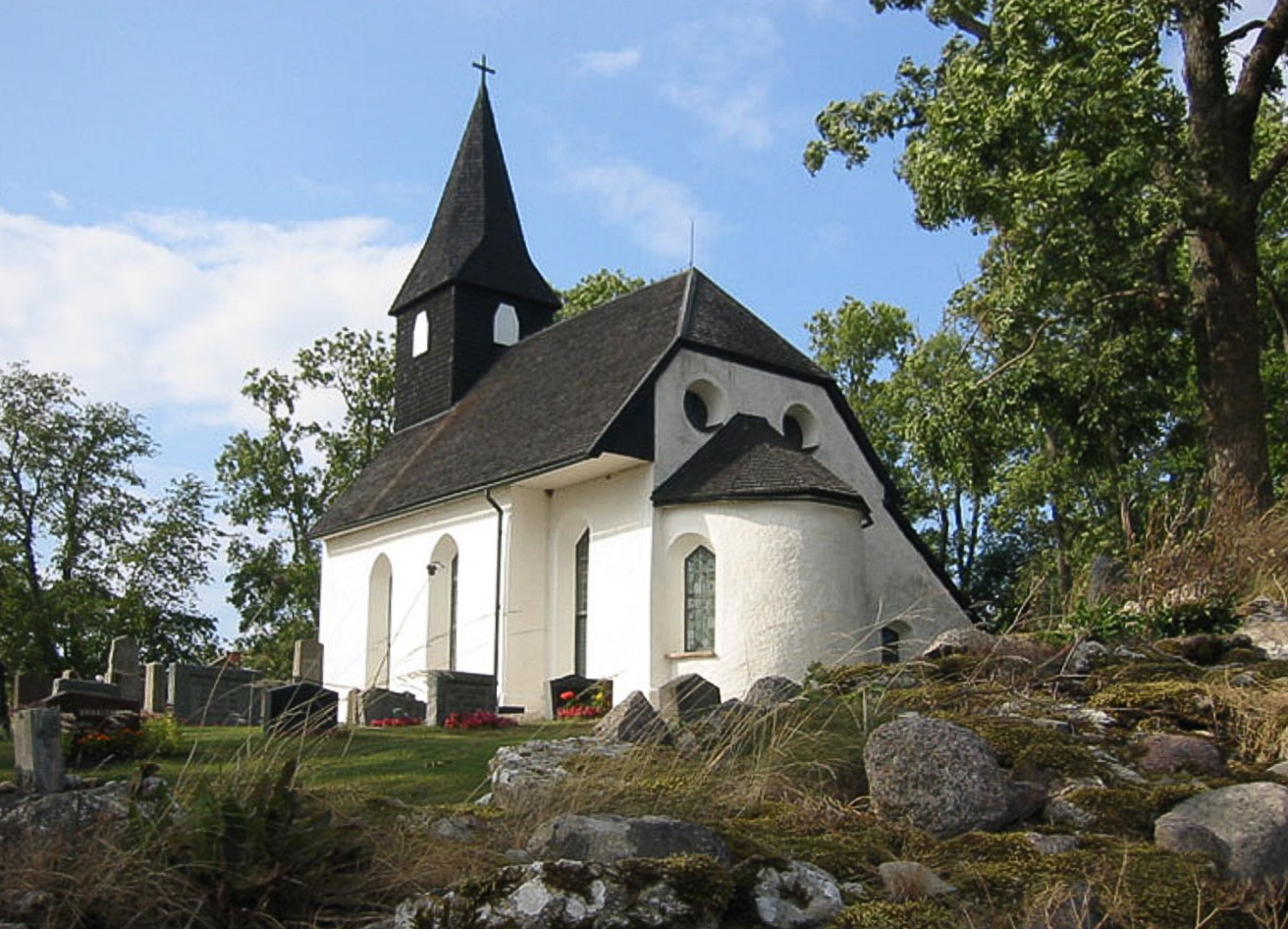
Kyrkobyggnaden från sydöst
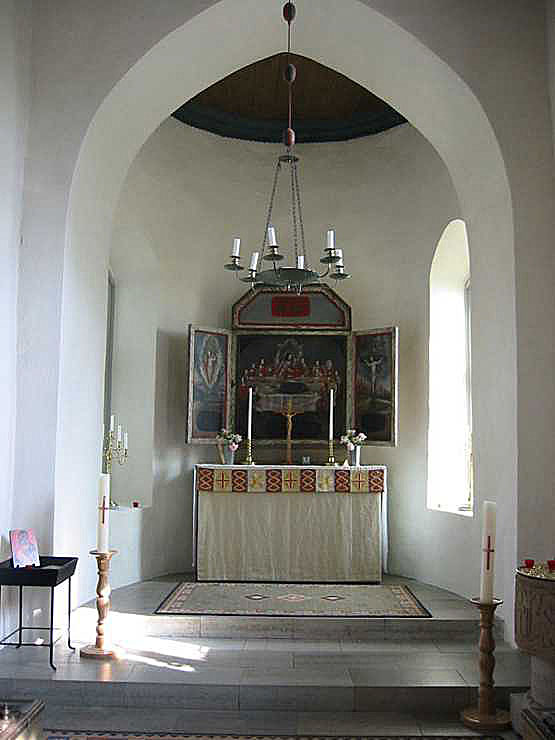
Koret
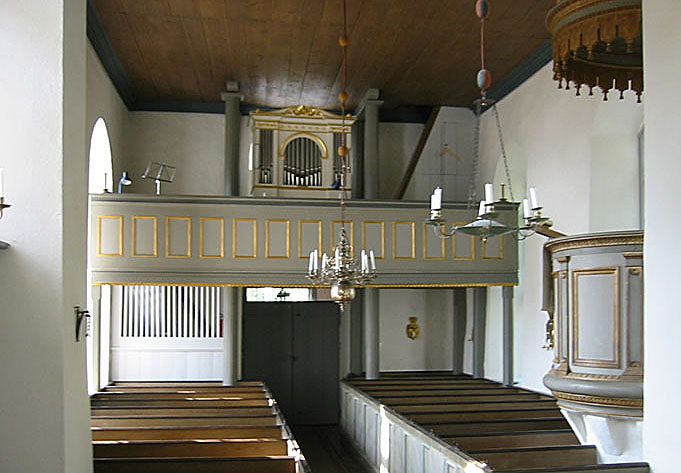
Kyrkorummet med orgelläktaren
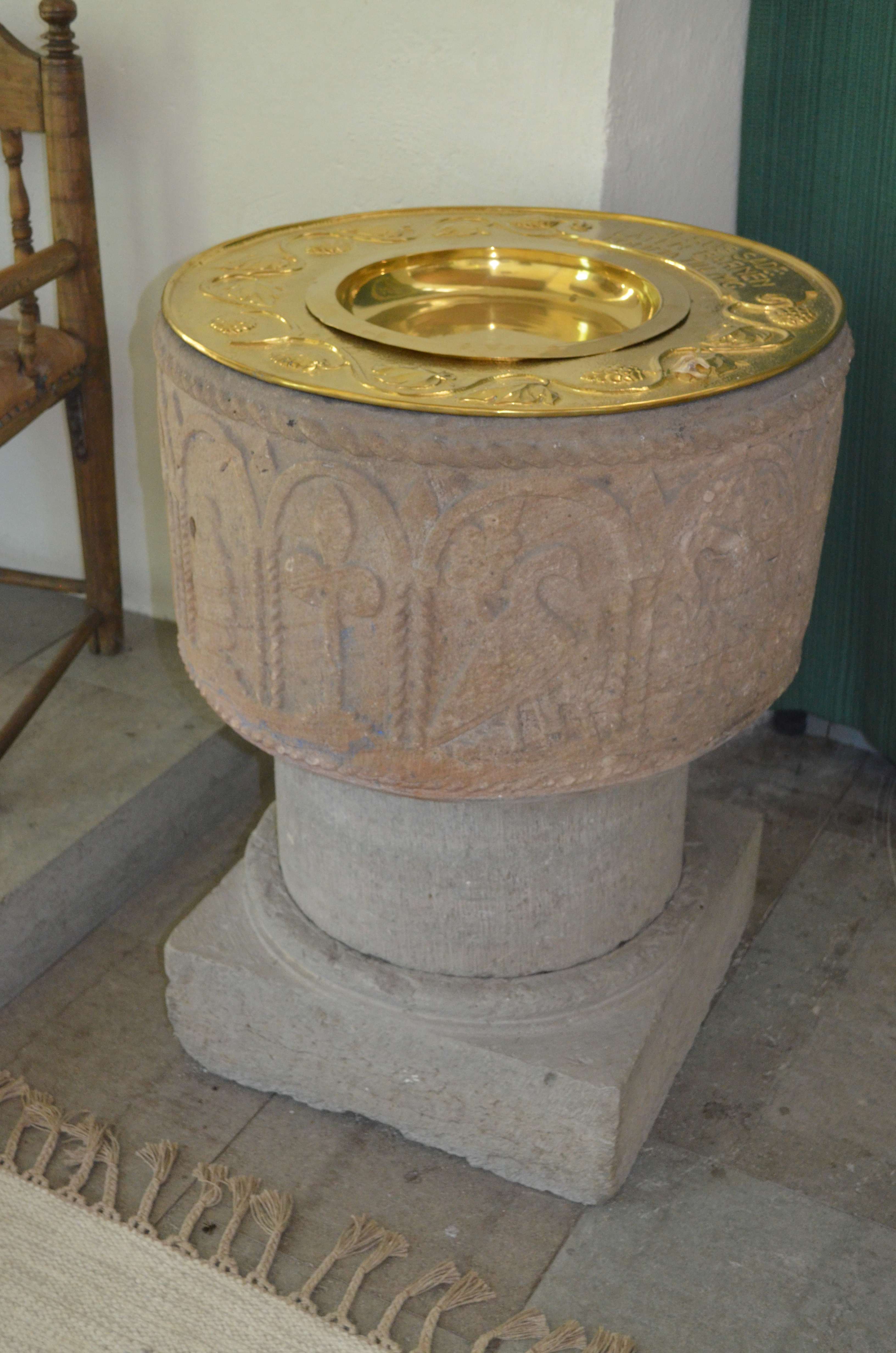
Nässja kyrkas dopfunt